# Jeva Meleščuk
Jeva Meleščuk (in ucraino Єва Мелещук?; Kiev, 29 settembre 2001) è una ginnasta ucraina.

## Carriera

### Junior
Nel 2016 partecipa alla Irina Cup. Ai Campionati europei di ginnastica ritmica 2016 di Holon arriva sesta nella gara a team.

### Senior
Nel 2017 partecipa alla Gracia Fair Cup di Budapest (dove arriva prima nell'all-around e al nastro, terza alle clavette e sesta alla palla) e al Baltic Hoop di Riga. Alla World Cup di Sofia arriva ventisettesima nell'all-around, mentre alla World Cup di Baku è quindicesima. Ai Campionati europei di ginnastica ritmica 2017 di Budapest è ventiseiesima.
Nel 2018 partecipa all'LA Lights di Los Angeles. Partecipa anche al Grand Prix di Mosca e al Grand Prix di Kiev. Alla Coppa del Mondo di Guadalajara è nona nell'all-around e ottava al cerchio, mentre alla Coppa del Mondo di Pesaro è quindicesima nella classifica generale. Ai Campionati europei di ginnastica ritmica 2018 di Guadalajara è dodicesima. Ai Campionati mondiali di ginnastica ritmica 2018 di Sofia è quinta nella gara a team (con Vlada Nikolchenko e Janika Vartlaan).
Nel 2019 partecipa all'LA Lights di Los Angeles. Alla Coppa del Mondo di Guadalajara è quinta nell'all-around e al cerchio, ottava al nastro e seconda alla palla. Alle XXX Universiadi vince un oro nella finale alle clavette e due bronzi a cerchio e nastro. Alla World Challenge Cup di Portimao è argento al nastro, dietro a Milena Baldassarri e davanti alla statunitense Camilla Feeley.

## Palmarès

### Universiadi
| Anno | Città  | Risultato | Specialità |
| ---- | ------ | --------- | ---------- |
| 2019 | Napoli | Bronzo    | Cerchio    |
| 2019 | Napoli | Oro       | Clavette   |
| 2019 | Napoli | Bronzo    | Nastro     |

### Coppa del mondo
| Anno | Città       | Risultato | Specialità |
| ---- | ----------- | --------- | ---------- |
| 2019 | Guadalajara | Argento   | Palla      |
| 2019 | Portimao    | Argento   | Nastro     |